# بيهوس جيرفي
65°19′N 27°55′E / 65.317°N 27.917°E
بيهوس جيرفي هي بحيرة متوسطة الحجم تقع في منطقة مستجمعات المياه الرئيسي ليجوكي. وهي تقع في بلدية بوداس جيرفي، في منطقة بوهيانما الشمالية في فنلندا.